# Günther Metz
Günther Metz (* 1937 in Saarbrücken) ist ein deutscher Musikwissenschaftler.
Metz studierte Germanistik, Philosophie und Musikwissenschaft in München und Saarbrücken (Promotion 1971) sowie Schulmusik in Saarbrücken und Musiktheorie in Freiburg i. Br. Von 1967 bis 1974 unterrichtete er an Gymnasien Musik und Deutsch, 1974 bis 2001 Musiktheorie an der Staatlichen Hochschule für Musik in Freiburg i. Br.
Er schrieb zahlreiche Veröffentlichungen vornehmlich zur Musik des 18. bis 20. Jahrhunderts (z. B. zu J. S. Bach, Mozart, Bizet, Zemlinsky und Hindemith). Metz arbeitete an einer Gesamt-Bibliographie Paul Hindemiths sowie an einer Neubewertung von dessen Rolle im NS-Staat.

## Veröffentlichungen (Auswahl)
- Melodische Polyphonie in der Zwölftonordnung. Koerner, Baden-Baden 1976 (Dissertation).
- (Hrsg.): Musica  Scientia et Ars. Eine Festgabe für Peter Förtig zum 60 Geburtstag. Lang, Frankfurt am Main u. a., 1995. ISBN 3-631-48613-8.
- Johann Sebastian Bach. Pfau, Saarbrücken 1996. ISBN 3-930735-29-6
- Über Paul Hindemith und die Schwierigkeit, seine Musik zu rezipieren. Pfau, Saarbrücken 1998. ISBN 3-89727-028-5
- Ein (beinahe) radikaler Neuanfang: Hindemiths „Neufassung“ seiner Sonate für Violoncello und Klavier op. 11 Nr. 3, In: Archiv für Musikwissenschaft 71. Bd. 71 (2014), Heft 1, S. 44–64
- Der Fall Hindemith. Versuch einer Neubewertung. Wolke-Verlag, Hofheim, 2016. ISBN 978-3-95593-070-7

| Personendaten    | Personendaten                  |
| ---------------- | ------------------------------ |
| NAME             | Metz, Günther                  |
| KURZBESCHREIBUNG | deutscher Musikwissenschaftler |
| GEBURTSDATUM     | 1937                           |
| GEBURTSORT       | Saarbrücken                    |